# Ondřej Vaněk (fotbalista)
Ondřej Vaněk (* 5. července 1990 v Brně) je český fotbalový záložník a reprezentant, od září 2019 působící v FC Zbrojovka Brno. Mimo Česko působil na klubové úrovni v Turecku a Rusku. Jeho fotbalovým vzorem je Fernando Torres.

## Klubová kariéra
Svoji fotbalovou kariéru začal v mužstvu 1. FC Brno. V 18 letech přestoupil do Slavie Praha, kde prošel staršími dorosteneckými výběry.

### SK Slavia Praha
V listopadu 2009 si jej tehdejší trenér A-týmu Karel Jarolím vytáhl pro zápas Českého poháru proti Karviné a postavil jej rovnou do základní sestavy. V základní jedenáctce nastoupil také následující víkend při své ligové premiéře 29. listopadu 2009 v utkání 16. kola 1. ligy proti Brnu (výhra 3:1). Celkem za Slavii odehrál dva ligové zápasy, ve kterých se gólově neprosadil.

### FC Hlučín (hostování)
V létě 2010 odešel na hostování do klubu FC Hlučín, který byl tehdy farmou Slavii. V dresu Hlučína nastoupil ke 12 střetnutí v lize, branku nedal.

### FK Baumit Jablonec
Před jarní částí ročníku 2010/11 přestoupil do Baumitu Jablonec. 24. dubna 2013 vstřelil v prvním utkání semifinále českého fotbalového poháru dvě branky, Jablonec ale podlehl Liberci 3:4. Odvetu Jablonec vyhrál 2:0 a postoupil do finále. 17. května 2013 se Ondřej podílel na vítězství ve finále Poháru České pošty 2012/13 proti Mladé Boleslavi. Utkání se rozhodlo až v penaltovém rozstřelu, který skončil poměrem 5:4 pro Jablonec (po konci řádné hrací doby byl stav 2:2), Vaněk svůj pokus proměnil.
V odvetě třetího předkola Evropské ligy 2013/14 8. srpna 2013 se jednou brankou podílel na výhře 3:1 proti domácímu norskému týmu Strømsgodset IF, když zúročil bleskový protiútok hostů střelou pod padajícím brankářem. Jablonec po vítězství 2:1 z prvního utkání doma postoupil do 4. předkola (resp. play-off).
17. srpna 2013 vstřelil branku v ligovém utkání s hostujícím týmem 1. SC Znojmo, zápas skončil divokou remízou 5:5. Trefil se také 10. listopadu v ligovém utkání proti 1. FK Příbram, Jablonec vyhrál vysoko 6:0. 30. listopadu 2013 vstřelil gól v posledním ligovém kole podzimní části proti Spartě Praha, zápas ale skončil porážkou domácího Jablonce 2:3. Celkem za Jablonec odehrál 72 ligovým utkáním, ve kterých se 9x střelecky prosadil.

### Kayserispor
V lednu 2014 byl na testech v tureckém klubu Kayserispor. Do klubu nakonec po úspěšné lékařské prohlídce přestoupil. S vedením Kayserisporu podepsal smlouvu na 3½ roku. Na konci sezony 2013/14 s klubem sestoupil do druhé turecké ligy. Za Kayserispor nastoupil k devíti zápasům v lize, gól nevstřelil.

### FC Viktoria Plzeň
V květnu 2014 se dohodl z důvodu sestupu Kayserisporu do druhé ligy na angažmá s FC Viktoria Plzeň. Svůj přestup komentoval slovy: „Jsem moc rád, že vše klaplo. Zahraničního angažmá nelituju, ale po turecké zkušenosti jsem chtěl do týmu s velkými ambicemi. Mým snem je hrát o titul, uspět v evropských pohárech. Věřím, že k těmto cílům mohu Viktorii Plzeň pomoci.“ S vedením podepsal kontrakt na tři roky.

#### Sezóna 2014/15
Díky umístění Plzně na druhé příčce konečné tabulky předchozí sezóny se s Viktorkou představil ve 3. předkole Evropské ligy UEFA 2014/15 proti rumunskému týmu FC Petrolul Ploiești. V první utkání klub uhrál na půdě soupeře nadějnou remizu 1-1. V odvetě Plzeň prohrála 1-4 a z evropských pohárů vypadla.

#### Sezóna 2015/16
18. července 2015 se podílel na zisku Superpoháru, když Viktorka porazila FC Slovan Liberec 2-1. S Plzní se představil ve 3. předkole Ligy mistrů UEFA, kde klub narazil na izraelský celek Maccabi Tel Aviv FC. V prvním zápase na půdě soupeře Viktorka zvítězila 2-1, ale v odvetě prohrála 0-2 a vypadla. S mužstvem následně hrál 4. předkolo Evropské ligy UEFA, kde tým narazil na klub ze Srbska FK Vojvodina Novi Sad. V prvním utkání na domácím hřišti mužstvo vyhrálo 3:0, Vaněk dal v 51. minutě branku na 2-0, když napřáhl zpoza velkého vápna a prostřelil hostujícího brankáře. Viktorka zvládla i odvetu, ve které zvítězila 2:0, a postoupila do základní skupiny Evropské ligy, kde bylo mužstvo nalosováno do skupiny E společně s FK Dinamo Minsk (Bělorusko), Villarreal CF (Španělsko) a Rapid Vídeň (Rakousko). V konfrontaci s těmito týmy Západočeši získali čtyři body, skončili na třetím místě a do jarní vyřazovací části nepostoupili. Za Plzeň v základní skupině Evropské ligy odehrál kvůli zranění jen dvě utkání.
V utkání proti FC Fastav Zlín hraném 9. dubna 2016 vstřelil v 74. minutě branku na konečných 2-1. V ročníku 2015/16 získal tři kola před konce sezony s Viktorkou mistrovský titul, klub dokázal ligové prvenství poprvé v historii obhájit. V dresu Viktorie si připsal 48 ligových startů, ve kterých vsítil sedm branek.

### FK Ufa
Před sezonou 2016/17 akceptoval zajímavou nabídku z ruského klubu FK Ufa, kam odešel na přestup.

### FC Zbrojovka Brno
Od srpna 2019 se připravoval s B-mužstvem Zbrojovky. Od září téhož roku je v kádru druholigového A-mužstva Zbrojovky.

## Klubové statistiky
Aktuální k 6. září 2019
| Sezona  | Klub               | Soutěž             | Zápasy | Góly |
| ------- | ------------------ | ------------------ | ------ | ---- |
| 2009/10 | SK Slavia Praha    | Gambrinus liga     | 2      | 0    |
| 2010/11 | FC Hlučín (host.)  | 2. liga            | 12     | 0    |
| 2010/11 | FK Baumit Jablonec | Gambrinus liga     | 8      | 2    |
| 2011/12 | FK Baumit Jablonec | Gambrinus liga     | 21     | 0    |
| 2012/13 | FK Baumit Jablonec | Gambrinus liga     | 27     | 2    |
| 2013/14 | FK Baumit Jablonec | Gambrinus liga     | 16     | 5    |
| 2013/14 | Kayserispor        | Süper Lig          | 11     | 0    |
| 2014/15 | FC Viktoria Plzeň  | Synot liga         | 29     | 5    |
| 2015/16 | FC Viktoria Plzeň  | Synot liga         | 19     | 2    |
| 2016/17 | FK Ufa             | Ruská Premier Liga | 16     | 2    |
| 2017/18 | FK Ufa             | Ruská Premier Liga | 11     | 3    |
| 2018/19 | FK Ufa             | Ruská Premier Liga | 17     | 3    |

## Reprezentační kariéra
Ondřej Vaněk nastupoval za českou reprezentaci do 21 let. Debutoval 7. září 2012 v utkání proti Černé Hoře (0:0). 10. září 2012 vstřelil gól proti Walesu v posledním utkání českého celku v kvalifikační skupině 3 na Mistrovství Evropy hráčů do 21 let 2013 konané v Izraeli. Zápas skončil jasným vítězstvím České republiky 5:0, ta postoupila z prvního místa do baráže o ME U21 2013. ČR se na závěrečný šampionát neprobojovala přes baráž, v níž vypadla po prohře 0:2 doma a remíze 2:2 venku s Ruskem. 

### A-mužstvo
9. srpna 2013 jej reprezentační trenér Michal Bílek poprvé nominoval do A-týmu ČR (nahradil zraněného Daniela Koláře). 14. srpna 2013 debutoval během přátelského zápasu v Budapešti s domácím Maďarskem, který skončil remízou 1:1. Druhý zápas v národním dresu absolvoval 6. září 2013 v pražské Eden Aréně proti Arménii, ve kterém ČR podlehla soupeři 1:2. 10. září 2013 absolvoval kvalifikační utkání proti domácí Itálii (nastoupil v průběhu druhého poločasu), která zvítězila 2:1. ČR zůstala pouze teoretická naděje na postup alespoň do baráže o Mistrovství světa 2014 v Brazílii.

### Reprezentační góly a zápasy
Góly Ondřeje Vaňka v české reprezentaci do 21 let
| Gól | Datum       | Stadion                | Soupeř | Skóre (min.) | Výsledek | Soutěž                      |
| --- | ----------- | ---------------------- | ------ | ------------ | -------- | --------------------------- |
| 010 | 10. 9. 2012 | Chance Arena, Jablonec | Wales  | 04:00 (73.)  | 5:0      | kvalifikace na ME "21" 2013 |

Zápasy Ondřeje Vaňka v A-týmu české reprezentace
| 2013               | 6 | 0 |
| 2014               | 1 | 0 |
| 2015               | 1 | 0 |
| Celkem             | 8 | 0 |
| Platí k 6. 9. 2015 |   |   |

## Kontroverze
Vaněk se stal aktérem aféry „kokeš“ – v květnu 2016 byl v kontaktu s drogovým dealerem Vítězslavem Meišnerem a před večírkem u něj údajně objednával omamné látky – kokain označil jako kokeš, extázi jako „pilulky“ či „lentilky“. U soudu pak Vaněk figuroval jako svědek, tam se hájil, že Kokeš je značka piva. Pivovar Kamenice nad Lipou pak v reakci na výroky připravil limitovanou edici piv Bílý Kokeš.